# Järnvägsstationen i Taipei
Järnvägsstationen i Taipei, även Taipei Railway Station eller Taipei Main Station, är en järnvägsstation i Taipei i Taiwan. Här möts flera olika kollektiva färdmedel och över 400 000 resenärer passerar dagligen stationen.